# میمی ۱۱۲۷
سیارک ۱۱۲۷ (به انگلیسی: 1127 Mimi، نامگذاری:1929AJ) هزار و صد و بیست و هفتمین سیارک کشف شده‌است که در ۱۳ ژانویه ۱۹۲۹ کشف شد.
قدر مطلق سیارک برابر ۱۰٫۹۵ است.